# Reljinac
Reljinac (cyr. Рељинац) – wieś w Serbii, w okręgu toplickim, w mieście Prokuplje. W 2011 roku liczyła 532 mieszkańców.